# غلبهار شيخ ميري (بربرود الغربي)
غلبهار شیخ میري (بالفارسية: گل بهار شیخ میری) هي قرية تقع في إيران في قسم بربرود الغربي الریفي. يقدر عدد سكانها بـ 85 نسمة .